# سانته جرونیمو کاسریو
سانته جرونیمو کاسریو (انگلیسی: Sante Geronimo Caserio؛ ۸ سپتامبر ۱۸۷۳ – ۱۶ اوت ۱۸۹۴) نانوا یک آنارشیست اهل پادشاهی ایتالیا بود.
وی کسی بود که به ماری فرانسوا سعدی کارنو، رئیس‌جمهور جمهوری سوم فرانسه در موتا ویسکنتی، لمباردی حمله کرد و باعث کشته شدن وی شد. او در ۲۴ ژوئن ۱۸۹۴، پس از یک ضیافت، رئیس‌جمهور سعدی کارنو را به قتل رساند و انتقام آگوست ویان و امیل هانری را گرفت.